# Filston Mawana
Filston Mawana, född 21 mars 2000, är en svensk-kongolesisk fotbollsspelare som spelar för Ettan-klubben Husqvarna FF. 

## Klubbkarriär
Efter att enbart ha spelat gatufotboll började Filston Mawana som nioåring att spela för Malmö FF. Vintern 2016 blev det klart att Mawana skulle lämna Malmö FF för att bli ungdomsproffs i tyska Hoffenheim, det sedan han provspelat med och fått kontraktserbjudanden från flera europeiska storklubbar. Efter en stark start i klubbens U17-lag avtog målskyttet i U19-laget och kort efter att säsongen 2017/2018 avslutats ådrog sig Mawana en korsbandsskada.
Väl tillbaka från rehabiliteringen av korsbandsskadan valde Mawana i mars 2019 att vända hem till Sverige, då han skrev på ett treårskontrakt med Hammarby IF. Som en del av Hammarbys samarbetsavtal med IK Frej matchades Mawana, likt flera unga lagkamrater, under sin debutsäsong i Superettan. Hans första Superettanframträdande kom i mötet med Västerås SK den 4 augusti 2019.
Den 17 februari 2022 värvades Mawana av Åtvidabergs FF, där han skrev på ett ettårskontrakt. Inför säsongen 2023 gick Mawana till division 2-klubben IFK Malmö.
Inför säsongen 2024 blev Mawana klar för Husqvarna FF.

## Personligt
Filston Mawana föddes i Kongo-Kinshasa. Som sexåring flyttade han med familjen till Malmö, Sverige.
När The Guardian i oktober 2017 listade världens 60 mest lovande spelare födda år 2000 tog Mawana, som enda svensk, plats på listan.
Hans äldre bror Vincent Mawana, har tidigare spelat fotboll i bland annat Division 1.

## Statistik
| Klubb              | Säsong             | Liga                      | Liga    | Liga | Nationell cup | Nationell cup | Övrigt  | Övrigt | Totalt  | Totalt |
| Klubb              | Säsong             | Division                  | Matcher | Mål  | Matcher       | Mål           | Matcher | Mål    | Matcher | Mål    |
| ------------------ | ------------------ | ------------------------- | ------- | ---- | ------------- | ------------- | ------- | ------ | ------- | ------ |
| 1899 Hoffenheim II | 2017/2018          | Regionalliga              | 1       | 0    | 0             | 0             | —       | —      | 1       | 0      |
| Hammarby IF        | 2019               | Allsvenskan               | 0       | 0    | 1             | 0             | —       | —      | 1       | 0      |
| Hammarby IF        | 2021               | Allsvenskan               | 0       | 0    | 0             | 0             | —       | —      | 0       | 0      |
| Hammarby IF        | Totalt             | Totalt                    | 0       | 0    | 1             | 0             | —       | —      | 1       | 0      |
| IK Frej (lån)      | 2019               | Superettan                | 11      | 3    | 0             | 0             | 2       | 0      | 13      | 3      |
| IK Frej (lån)      | 2020               | Ettan Norra               | 7       | 3    | 0             | 0             | —       | —      | 7       | 3      |
| IK Frej (lån)      | Totalt             | Totalt                    | 18      | 6    | 0             | 0             | 2       | 0      | 20      | 6      |
| Hammarby TFF (lån) | 2021               | Ettan Norra               | 2       | 0    | 0             | 0             | —       | —      | 2       | 0      |
| Åtvidabergs FF     | 2022               | Ettan Södra               | 21      | 2    | 0             | 0             | —       | —      | 21      | 2      |
| IFK Malmö          | 2023               | Division 2 Södra Götaland | 2       | 0    | 0             | 0             | —       | —      | 2       | 0      |
| Totalt i karriären | Totalt i karriären | Totalt i karriären        | 44      | 8    | 1             | 0             | 2       | 0      | 47      | 8      |

1. ↑  Nedflyttningskvalmatcher mot Umeå FC.[12][13]